# Schlacht von Vilanova
Die Schlacht von Vilanova fand am 17. September 1658 während des Restaurationskrieges bei der Festung von São Luis de Gonzaga, südlich von Tui, am südlichen Ufer des Flusses Minho statt. Eine spanische Armee, geführt von Rodrigo Pimentel, Marquis von Viana, stand dem portugiesischen Militär, geführt von João Rodrigues de Vasconcelos e Sousa, 2. Graf von Castelo Melhor, gegenüber. Die Spanier siegten, und in den nächsten Monaten eroberten sie Monção, Salvaterra de Miño und weitere portugiesische Forts.  
Die spanische Armee verließ Pontevedra am 6. September und nachdem sie den Fluss Miño mit Hilfe einer Pontonbrücke überquert hatten, drangen sie am 12. September in portugiesisches Gebiet ein. 
Am 17. September näherte sich eine portugiesische Armee mit einer Infanterie von 5500 Mann und einer Kavallerie von 500 Reitern unter João Rodrigues de Vasconcelos e Sousa, Graf von Castelo Melhor, einer Truppe der Spanier. Der Graf von Peñalba wurde geschickt, um das Feld im Befehl von acht Kavalleriestaffeln zu prüfen. Die Staffeln wurden von don Francisco de la Cueva, don Francisco Taboada, don Álvaro de Anaya, don Francisco Marcos de Velasco, don Antonio de Mocoso, don Andrés de Robles und don Pedro Niño geleitet. Sie wurden von acht Abteilungen der Tercios begleitet. Mittlerweile war Teniente Maestro de Campo General don Francisco Buzo angewiesen im Kommando von 400 Musketieren mit den Portugiesen zu plänkeln. Das Manöver des Grafes von Peñalba wurde von Teniente Maestro de Campo General don Francisco Rojo mit seinem Tercio gedeckt. Don Francisco de la Cueva bewegte sich mit demselben Zweck an der gegenüberliegenden Flanke.
Der Marquis von Viana leitete den Hauptangriff von Vila Nova de Cerveira aus.